# Compiletely Bats
Compiletely Bats è una compilation del gruppo neozelandese The Bats pubblicata nel 1987 dalla Flying Nun Records. Tutti i brani provengono da tre extended play pubblicati dal gruppo dal 1984 al 1986 che risultano quindi completamente riproposti in questa edizione tranne il brano My Way, l'unico a non essere inserito in questa raccolta. La prima edizione venne pubblicata in formato audiocassetta e, nel 1990, anche in formato LP e CD; l'album venne poi ristampato nel 2010 in Nuova Zelanda e nel 2014 negli USA, integrato col brano che era stato scartato nel 1987, con i brani presenti nel singolo Block of Wood del 1987 e con alcune versioni inedite di brani già pubblicati; lo stesso anno venne ristampato anche in formato CD e incluso nel box set Volume 1.

## Tracce
1. Made up in Blue
2. Neighbours
3. Chicken Bird Run
4. Jewellers' Heart
5. I Go Wild
6. Blindfold
7. Mad on You
8. By Night
9. Earwig
10. Claudine
11. United Airways
12. Man In The Moon
13. Trouble In This Town
14. Joes Again
15. Offside

Brani aggiuntivi della versione presente nell'album triplo Volume 1
1. My Way
2. Calm Before The Storm
3. Candidate
4. Block of Wood (demo 1)
5. Block of Wood (demo 2)
6. Daddy's Highway (Drum Machine Version)

## Musicisti
- Paul Kean (basso, voce)
- Malcolm Grant (batteria)
- Robert Scott (voce, chitarra)
- Kaye Woodward (chitarra, voce)